# Dom sportova (Zagreb)
Dom sportova je višenamjenska športska dvorana u Zagrebu. U njoj se održavaju razne dvoranske športske (tenis, rukomet, odbojka, košarka, dvoranski nogomet, umjetničko klizanje, hokej na ledu, mačevanje i slično), ali i druge priredbe (koncerti, predavanja i slično). Dvoranom upravlja podružnica Zagrebačkog holdinga, Upravljanje sportskim objektima.

## Zemljopisni položaj
Smješten je u sjeverozapadnom dijelu Trga Krešimira Ćosića i zauzima cijeli prostor između Magazinske ulice i Nove ceste u središtu grada.

## Odlike
Objekt ima 32 000 m2 korisne površine od čega je 10 000 m2 poslovnog prostora, a 22 000 m2 služi isključivo sportu.
Dom sportova se zapravo sastoji od osam dvorana od kojih su dvije veće: jedna ima 5000, a druga 3100 sjedišta na fiksnim tribinama. Ukupno, velika ima 6358 sjedećih mjesta i 1000 stajaćih na galeriji, a za koncerte može se koristiti i parter s 2000 sjedećih, odnosno 3000 stajaćih mjesta.[nedostaje izvor]

## Povijest
Gradnja je počela 1964. prema projektu Vladimira Turine. Za izgradnju se koristilo i omladinskim radnim akcijama zagrebačke mladeži. Usprkos tomu napredovanje gradnje nije išlo željenom brzinom te je dovršetak postao goruće pitanje. Premda nije bio gotov, svečano je otvoren 17. lipnja 1972. prijateljskom košarkaškom utakmicom Europe protiv SAD-a. Za momčad Europe predvođenu Krešimirom Ćosićem igrao je i Nikola Plećaš, a suprotstavila im se američka mlada momčad sveučilištaraca. Pred oko osam tisuća gledatelja Europljani su pobijedili 102:75. Gradnja je nastavljena i poslije utakmice. Mala dvorana otvorena je tek 1974. godine. Raspravljalo se po kome bi dvorana trebala nositi ime, spominjala su se imena od Rade Končara do Franje Bučara. Predlagači se nisu složili te je ostao samo naziv Dom sportova.
Dom sportova bio je domaćinom mnogih športskih natjecanja. Tu su bila europska prvenstva u umjetničkom klizanju, košarci, odbojci i rukometu. Povijesne utakmice u njima odigrali su košarkaši Cibone, rukometaši Zagreba i hokejaši Medveščaka. Mjestom je održavanja brojnih koncerata domaćih (Parni valjak, Prljavo kazalište i dr.) i svjetskih glazbenika i glazbenih sastava (Rolling Stonesa, Iron Maidena i Queena).

## Natjecanja
- Europska prvenstva u umjetničkom klizanju (1974. i 1979.)
- Svjetski gimnastički kup (1982.)
- Univerzijada (1987.)
- Europsko prvenstvo u košarci (1989.)
- Europsko prvenstvo u rukometu (1999.)